# Husbands and Wives
Husbands and Wives (br: Maridos e esposas; pt: Maridos e Mulheres) é um filme estadunidense de 1992, do gênero drama, escrito e dirigido por Woody Allen.

## Sinopse
Casados há anos, Jack e Sally contam aos seus melhores amigos, o casal Gaby e Judy, que estão se separando. A revelação acaba  afetando o casamento deles também.

## Elenco
- Woody Allen .... Gabe Roth
- Mia Farrow .... Judy Roth
- Sydney Pollack .... Jack
- Judy Davis .... Sally
- Jeffrey Kurland .... narrador / entrevistador
- Bruce Jay Friedman .... Peter Styles
- Timothy Jerome .... Paul
- Rebecca Glenn .... Gail
- Juliette Lewis .... Rain
- Galaxy Craze .... Harriet
- Lysette Anthony .... Sam
- Liam Neeson .... Michael
- Ron Rifkin .... analista de Rain
- Blythe Danner .... mãe de Rain
- Brian McConnachie .... pai de Rain
- Caroline Aaron .... Claire
- Nora Ephron

## Ptincipais prêmios e indicações
Oscar 1993 (EUA)
- Indicado nas categorias de melhor atriz coadjuvante (Judy Davis) e melhor roteiro original (Woody Allen).

BAFTA 1993 (Reino Unido)
- Venceu na categoria de melhor roteiro original (Woody Allen).
- Indicado na categoria de melhor atriz (Judy Davis).

Prêmio César 1993 (França)
- Indicado na categoria de melhor filme estrangeiro.

Globo de Ouro 1993 (EUA)
- Indicado na categoria de melhor atriz coadjuvante - cinema (Judy Davis).